# Гранітна гора
40°34′23″ пн. ш. 111°45′48″ зх. д. / 40.573143° пн. ш. 111.763413° зх. д.
Гранітна гора — маса твердих порід в 1,5 км від каньйону Літтл Коттонвуд в гірському хребті «Уосатч», неподалік від міста Солт-Лейк-Сіті (штат Юта, (США). Незважаючи на свою назву, Гранітна гора, насамперед, складається з адамелітів, магматичних порід, що подібні до граніту за зовнішнім виглядом, фізичним характеристиками і хімічним складом. Той самий матеріал використовувався для побудови храму мормонів в Солт-Лейк-Сіті і фасаду Конференц-центру мормонів.

## Сховище документів в Гранітній горі
Сховище документів в Гранітній горі (також відоме просто як «сховище») — це великий архів, що належить Церкві Ісуса Христа Святих останніх днів, викопаний 1965 року на глибині 180 метрів у північній стороні каньйону Літтл Коттонвуд. Споруда сховища має приміщення довгострокового зберігання мікрофільмованих копій архівних документів, а також адміністративні приміщення, кімнати доставки і прийому документів, лабораторію обробки та реставрації мікрофільмів. Сприятливі умови в сховищі створюються за допомогою клімат-контролю. Сховище захищає озброєна охорона і 14-ти тонні двері, стійкі до ядерного вибуху.
В сховищі зберігається генеалогічна інформація, що міститься на більш ніж 2,4 млн рулонах мікрофільмів і на 1 мільйоні мікрофішів. Це становить близько трьох мільярдів сторінок генеалогічних записів. Документи, що містяться на мікрофільмах, зібрані з архівів, бібліотек і церков з більш, ніж 100 країн. Бібліотека в сховищі мікрофільмів збільшується на 40 000 рулонів мікрофільмів на рік. З 1999 року церква мормонів займається оцифруванням цих мікрофільмів і робить їх доступними через сайт FamilySearch.
Існує ще й друге сховище, що розташоване в трьох кілометрах далі по каньйону.